# Thomas Schneider (Autopionier)

Foto aus Führerschein

Thomas Schneider (* 21. Dezember 1875 in Iffezheim; † 30. März 1954 ebenda) war einer der ersten Autofahrer in der Region Baden.
Er war angestellt im Hotel Tannenhof in Baden-Baden. Dieses schickte ihn 1898 nach Mannheim zu Benz & Cie., um dort in einem mehrwöchigen Lehrgang den Umgang mit Automobilen zu erlernen. Erst im Jahre 1910 gab es in Deutschland einen offiziellen Führerschein.
Das kutschenähnliche Automobil wurde von einem Benzinmotor angetrieben und die Kraft über Riemen auf die Hinterräder übertragen. Mit diesem Automobil fuhr Thomas Schneider um die Jahrhundertwende einen Porzellanfabrikanten nach Italien. In der Folge kam es mit einem Bühler Textilkaufmann zu Reisen nach Frankreich und nach Afrika. Da Tankstellen zu diesen Zeiten noch nicht üblich waren, musste der Treibstoff via Eisenbahn vorausgeschickt werden.
Thomas Schneider gründete in seiner Heimatgemeinde Iffezheim später einen Sägewerksbetrieb.
Im Ersten Weltkrieg erwarb er den Militärführerschein Klasse II und wurde als Lkw-Fahrer eingesetzt. Ein eigenes Fahrzeug, einen Opel P4, konnte er sich erst 1934 leisten.